# Liste der Einträge im National Register of Historic Places im Polk County (Texas)
Die Liste der Registered Historic Places im Polk County führt alle Bauwerke und historischen Stätten im texanischen Polk County auf, die in das National Register of Historic Places aufgenommen wurden.

## Aktuelle Einträge
| Lfd. Nr. | Name                                               | Bild | Datum der Eintragung | Adresse/Lage             | Ort        | ID       | Beschreibung |
| -------- | -------------------------------------------------- | ---- | -------------------- | ------------------------ | ---------- | -------- | ------------ |
| 1        | Polk County Courthouse and 1905 Courthouse Annex   |      | 2. Feb. 2001         | Washington at Church St. | Livingston | 01000060 |              |
| 2        | William Keenan and Nancy Elizabeth McCardell House |      | 10. Aug. 2005        | 705 N. Beatty            | Livingston | 05000863 |              |